# لوكينياس
ماركو فيشوفيتش هو لاعب كرة قدم برازيلي يلعب كمهاجم مع نادي سبورتينج خيخون.